# 2508 Алупка
2508 Алу́пка (1977 ET1, 1956 RF, 1967 RP, 1978 RJ, 2508 Alupka) — астероїд головного поясу, відкритий 13 березня 1977 року.
Тіссеранів параметр щодо Юпітера — 3,527.